# Pfarrkirche Seibersdorf

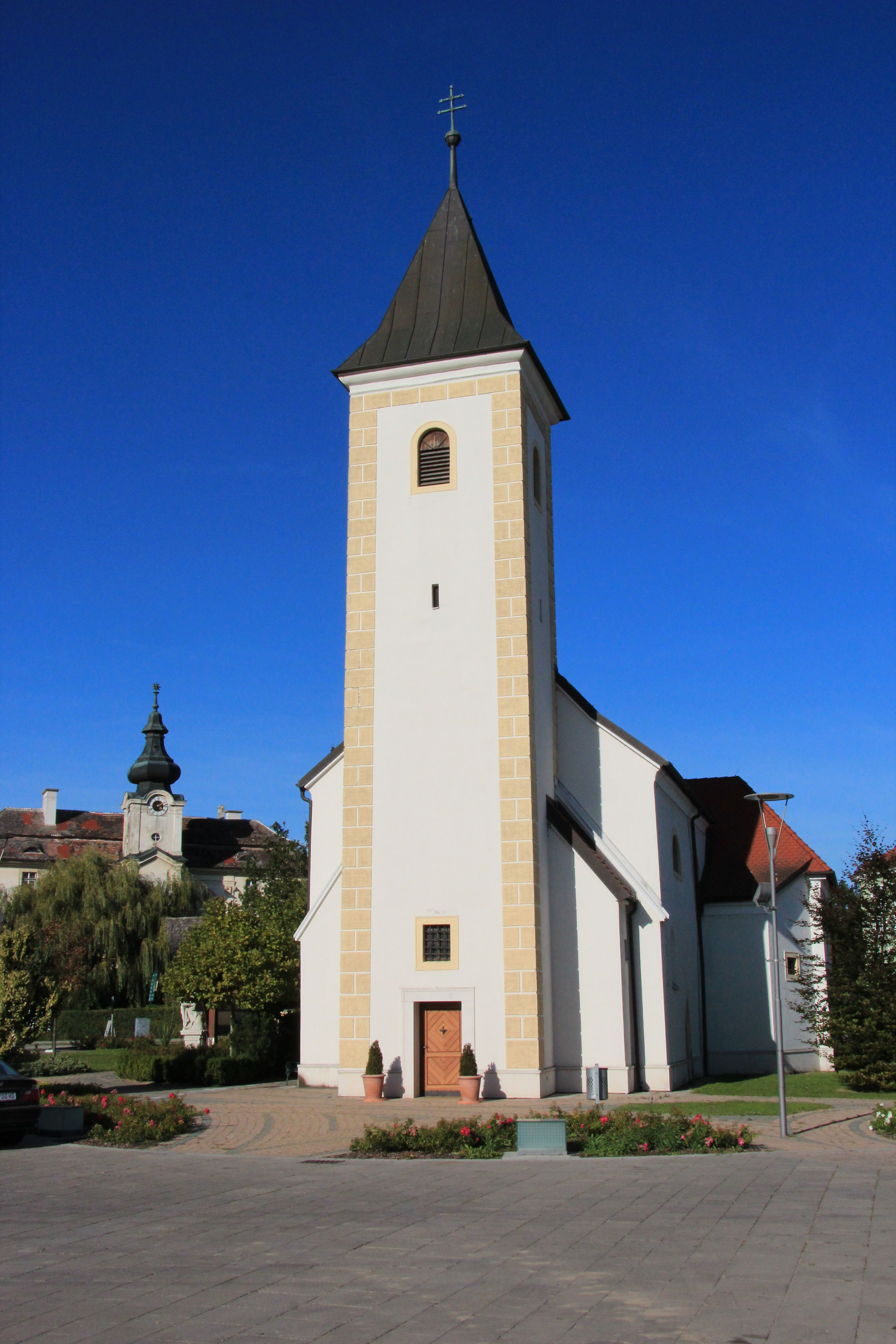
Kath. Pfarrkirche hl. Leonhard in Seibersdorf

Die römisch-katholische Pfarrkirche Seibersdorf steht in der Marktgemeinde Seibersdorf in Niederösterreich. Die Pfarrkirche hl. Leonhard gehört zum Dekanat Weigelsdorf im Vikariat Unter dem Wienerwald in der Erzdiözese Wien. Die Kirche, Wehrmauer und der Friedhof stehen unter Denkmalschutz (Listeneintrag).

## Geschichte
Der Ort Seibersdorf wurde um 1045 erstmals urkundlich erwähnt. 1544 bestand ein selbständiger, herrschaftlicher Lehenspfarrsprengel mit Reisenberg. Nach der Zerstörung durch die Türken 1683 wurde 1688 durch Graf Julius Friedrich von Bucellini die Erneuerung veranlasst. Dabei wurde die Kirche und der Turm erhöht und das Langhaus eingewölbt. 1783 wurde die Pfarre selbstständig.

## Architektur
Die Kirche ist ein gotischer Bau mit vorgestelltem Westturm, der im Barock ausgebaut und verändert wurde. Das gotische Langhaus hat einen 5/8 Chor, die ursprünglichen gotischen Spitzbogenfenster sind heute vermauert. Die nördliche Sakristei stammt aus der ersten Bauphase, die südliche Sakristei ist zweigeschoßige mit Oratorium aus der zweiten Hälfte des 18. Jahrhunderts. Der im Kern gotische Kirchturm wurde im Barock erhöht und hat einen Pyramidenhelm.
Der Innenraum ist ein zweijochiger Langhaus mit Stichkappentonne auf einem kräftigen Gesims. Im Westen liegt die Orgelempore aus dem 17. Jahrhundert.
Einrichtung und Ausstattung
Der Hochaltar stammt aus der ersten Hälfte des 18. Jahrhunderts. Das Hochaltarbild zeigt den Hl. Leonhard. Die seitlichen Statuen sind Markus und Hl. Leopold. Die Seitenaltäre zeigen links eine Vespergruppe mit Engeln und rechts Sebastian zwischen Johannes und Leonhard. Die Orgel aus 1868 mit 8 Registern stammt von Joseph Seyberth.
Die Kirche wurde mehrmals renoviert, zuletzt 1995 außen und 1991 innen erneuert.